# Liechtensteiner Cup 1948/49
Der Liechtensteiner Cup 1948/49 (offiziell: Aktiv-Cup) war die vierte Austragung des Fussballpokalwettbewerbs der Herren in Liechtenstein. Es ist nur das Ergebnis des Finales bekannt. Der FC Vaduz wurde erstmals Cupsieger.

## Finale
Das Finale fand am 4. Dezember 1949 in Triesen statt.
| Datum      |          | Ergebnis  |            |
| ---------- | -------- | --------- | ---------- |
| 04.12.1949 | FC Vaduz | 2:1 n. V. | FC Triesen |